# Невада (Техас)
Невада (англ. Nevada) — місто (англ. city) в США, в окрузі Коллін штату Техас. Населення — 1314 особи (2020).

## Географія
Невада розташована за координатами 33°2′4″ пн. ш. 96°22′21″ зх. д. / 33.03444° пн. ш. 96.37250° зх. д. (33.034449, -96.372525).  За даними Бюро перепису населення США в 2010 році місто мало площу 6,21 км², з яких 6,18 км² — суходіл та 0,03 км² — водойми.

## Демографія
Згідно з переписом 2010 року, у місті мешкали 822 особи в 291 домогосподарстві у складі 241 родини. Густота населення становила 132 особи/км².  Було 313 помешкання (50/км²).
Расовий склад населення:
| - 91,5 % — білих - 2,8 % — чорних або афроамериканців - 0,9 % — корінних американців - 0,6 % — азіатів - 2,9 % — осіб інших рас |

До двох чи більше рас належало 1,3 %. Частка іспаномовних становила 9,0 % від усіх жителів.
За віковим діапазоном населення розподілялося таким чином: 25,5 % — особи молодші 18 років, 63,8 % — особи у віці 18—64 років, 10,7 % — особи у віці 65 років та старші. Медіана віку мешканця становила 40,2 року. На 100 осіб жіночої статі у місті припадало 99,0 чоловіків;  на 100 жінок у віці від 18 років та старших — 102,0 чоловіків також старших 18 років.
Середній дохід на одне домашнє господарство  становив 98 478 доларів США (медіана — 79 028), а середній дохід на одну сім'ю — 104 905 доларів (медіана — 85 000). Медіана доходів становила 60 385 доларів для чоловіків та 44 545 доларів для жінок. За межею бідності перебувало 10,1 % осіб, у тому числі 16,0 % дітей у віці до 18 років та 0,0 % осіб у віці 65 років та старших.
Цивільне працевлаштоване населення становило 510 осіб. Основні галузі зайнятості: освіта, охорона здоров'я та соціальна допомога — 15,5 %, науковці, спеціалісти, менеджери — 13,5 %, будівництво — 11,2 %, виробництво — 9,4 %.